# Rustika
V klasični arhitekturi je rustika vrsta zidarske tehnike v kamnu, ki vidnim površinam daje izgled kontrasten teksturi z gladko zaključenimi površinami, iz pravokotnih kamnitih blokov imenovanih klesanec. Vidna ploskev vsakega posameznega bloka se razreže okoli robov, da bi bila njihova velikost in postavitev zelo jasna. Poleg tega je lahko srednji del površine lica vsakega bloka namenoma groba ali vzorčna. 

## Opis
Rustični zidovi so navadno lepo kvadrirani na vseh straneh kamna, razen lica, ki bo vidno, ko bo kamen nameščen. To daje široke spoje, ki poudarjajo robove vsakega bloka tako, da se robovi posnamejo ("spojeni s kanali") ali jih malo potegnejo nazaj. Glavni del izpostavljene površine je lahko ravno in gladko obdelan ali pa ostane ali obdela, da daje bolj ali manj grobo ali vzorčno površino. Rustika je pogosto uporabljena da daje pritličju vizualno težo v primerjavi z gladkim klesancem zgoraj. Čeprav ima namen prikazati "rustikalno" preprostost, je končno zelo umetna in lica kamnov pogosto skrbno obdelana, da bi dosegli videz grobe obdelave. 
Rustika se je uporabljala v starih časih, a je postala še posebej priljubljena v neoklasicističnih slogih italijanske renesančne arhitekture in kasnejših obdobij, predvsem v spodnjih nadstropjih javnih ali posvetnih stavb. V sodobni arhitekturi ostaja v uporabi.
Podobne obloge so bile zelo pogoste v srednjeveški arhitekturi, še posebej v gradovih, obzidjih in podobnih gradnjah, vendar tukaj zgolj izhajajo iz nepripravljenosti, da bi v določeni stavbi porabili dodaten denar, ki je potreben za klesanje in nima namerna poudarjati stikov med bloki. Čeprav pogosto doseže dekorativni učinek, je to stranski proizvod, pri čemer le redko vidimo izkoriščanje arhitekturnega učinka znotraj ene zgradbe kontrastov med rustikalnimi in klesanimi površinami. V nekaterih zgradbah, kot je Palazzo Vecchio v Firencah] (katere gradnja se je začela leta 1298), je v igri ni bil prihranek pri stroških in je to lahko povezano s tehniko prikaza moči in veličine, kar izhaja od njegove uporabe v vojaški arhitekturi. Grobne obloge iz kamna so zelo razširjene tudi v arhitekturi zunaj evropske tradicije, vendar se ta ne imenuje rustika. Na primer, osnove japonskih gradov in drugih utrdb običajno uporabljajo grobo kamenje, pogosto zelo privlačno.
Zgodovina ==
Čeprav je rustika znana iz nekaj zgradb grške in rimske antike, na primer v rimska Porta Maggiore, je metoda prvič postala priljubljena v času renesanse, ko so na ta način končali kamnito delo spodnjih nadstropij in včasih celotnih fasad zgradb .Na splošno se je uporabljala za sekularne zgradbe in je v cerkvah zelo redka, morda zaradi dolgotrajne povezave z vojaško arhitekturo; obstajajo izjeme, kot je St Giles in the Fields v Londonu. (1730-34).
Verjetno najzgodnejši in najbolj vpliven primer je Palazzo Medici Riccardi v Firencah, zgrajena med letoma 1444 in 1484, z dvema kontrastnima rustikama. V pritličju je neenakomeren in resnično robusten videz, s spremembo stopnje, do katere deli lica blokov štrlijo iz stene, ki se redko kasneje ponovi. Nad rustiko je zgolj poudarjanje posameznih blokov in lica so gladka in enakomerna. Tudi v Firencah, Strozzijeva palača, katere gradnja se je začel leta 1489 z velikimi podolgovatimi zaobljenimi blazinami in fasada palače Pitti, ki se je začela graditi leta 1458, imajo celotne fasade iz rustike v istem slogu. Te fasade so uporabile le klasične sloge v paličevju in edikulah, z obokanimi oblikami v rustiki pa so bili glavni reliefi iz masivnih ravnih sten. Rucellaijeva palača, verjetno iz 1460-ih, začne klasicirati takšne fasade, z gladko ustrojeno rustiko skozi vse, razen pilastrov na vsaki ravni.
V Rimu je Bramantejeva palača Caprini ("Rafaelova hiša" iz leta 1510, sedaj uničena) standardni model za integracijo rustike s slogi. Tukaj očitna moč slepe arkade s poudarjenimi klinastimi kamni na nerazvitem pritličju (dejansko z uporabo štukature) zagotavlja pomirjujočo podporo zgornjih nadstropnih parnih dorskih stebrov, ki stojijo na rustičnih slopih, postavljenih proti gladki steni . Prva večja renesančna stavba v Španiji, palača Karla V. v Granadi (1527), je imela globoko rustiko na fasadi pritličja s pravokotno zaobljenimi blazinami.
Tehniko je navdušeno prevzela naslednja generacija arhitektov manieristov, z vodilnim  Giuliom Romanom. Večina zgodnjih primerov tega "rustičnega" sloga je zato zgrajena za prefinjene pokrovitelje v vodilnih središčih okusa. Palazzo Stati Maccarani v Rimu in palača Te v Mantovi še vedno širijo slog klinastih kamnov, dvorišče v Mantovi pa se igra s tehniko, z neka bloki klesanca, druge projekcije, ki presegajo ostalo, večji bloki so višji od manjših. Manieristični arhitekturni pisec Sebastiano Serlio in drugi iz njegove generacije so uživali v igri med rustikalnimi in končnimi arhitekturnimi elementi. V lesorezu na vratih iz Serliove razprave iz leta 1537, se pasovi rustike iz stene prenašajo neposredno čez pritrjeni steber in oblika odprtine vrat povezujejo vse elemente.
Italijani so prinesli ob razširitvi palače Fontainebleau uvedbo tehnike v Francijo. Njena širitev v Nemčijo in Anglijo je trajala dlje, vendar je do konca 16. stoletja prišla do vseh delov Evrope. Inigo Jones je v svoji Banqueting House v Londonu (1619) izdelal rahlo zasičeno površinsko strukturo, da bi poudaril bloke na obeh nadstropjih in jih združil za svojim redom pilastrov in stebrov.
V 18. stoletju se je po paladijevski oživitvi rustike, ta široko uporabljala v pritličju velikih zgradb, saj se je njen trden videz preprostosti in trdnosti razlikoval od rezbarjenega okrasnega kamna in stebrov nad tlemi: »Rustika je postala skoraj obvezna za vse javne stavbe v 18. in 19. stoletju v Evropi in ZDA« . V pritličju z rustiko, še posebej v angleškem dvorcu kot je Kedleston Hall, včasih imenujemo rustikalna tla, da bi ga razlikovali od piano nobile zgoraj. Poleg uporabe, ki poudarja horizontalno, se rustika pogosto uporablja v sorazmerno ozkih vertikalnih pasovih, na vogalih ali drugod . Rustika je lahko omejena tudi na oboke lokov, vrat ali oken, zlasti na vrhu. V teh in drugih situacijah, kjer se rustika ustavi vodoravno, rob običajno sestoji iz navpično izmeničnih dolgih in kratkih blokov . Rustika zato pogosto spreminja vzorce srednjeveške in kasnejše ljudske arhitekture, kjer so grobo oblečene stenske površine pogosto nasprotje s klesancem in okviri odprtin.
Arhitekturne knjige avtorjev, kot so James Gibbs in William Chambers, so podrobna priporočila za deleže blokov glede na stebre v isti fasadi in delež bloka, na katerem naj bi razširjeni skupek zasedal, čeprav se njihova priporočila razlikujejo in jim arhitekti niso vedno sledili. 
Običajno je rustika po letu 1700 zelo pravilna, pri čemer so sprednja lica blokov ravna, tudi če so delani v vzorcih, v nasprotju z resnično neenakostjo, ki jo pogosto vidimo v primerih iz 16. stoletja. Pogosto se uporablja model Palazzo Medici Riccardi; pritličje ima močno rustiko s teksturiranimi lici, medtem ko je nad njo gladka "V" rustika. Čeprav so takšna vodoravna območja najpogostejša, se lahko kot poudarki pogosto uporablja navpične cone, kot je prikazano na sliki iz Catanije ali Cour Napoleon v palači Louvre. Fasada baročnega vrta palače Pitti doseže presenetljiv učinek, ki ni bil pogosto kopiran, z uporabo obsežnih blokov, tako zaobljenih kot pravokotnih, na gredi njihovih stebrov in pilastrov.
Viadukt v Cantonu, zid slepih arkad, ki je bil zgrajen leta 1834-35 v Cantonu v Massachusettsu, je primer skromnih učinkov rustike v industrijski arhitekturi; učinek je prijeten, stroški pa so bili verjetno manjši. Masivni učinki kontrastne rustike so značilnost "Richardsonian romanesque" sloga, ponazorjenega v 1870-ih in 80-ih, ameriškega arhitekta H. H. Richardsona. Tehnika se še vedno uporablja v arhitekturi širokega modernističnega značaja, še posebej na mestnih ulicah, kjer pomaga sodobnim zgradbam, da se mešajo s starejšimi z rustiko.
Čeprav je v bistvu tehnika kamnitega zidu, se lahko rustika posnema v opeki in štuku , kar se je začelo že v Bramantejevi Palazzo Caprini in je bila pogosta v manjših hišah v jurijanski arhitekturi in tudi v lesu, kar večinoma najdemo v britanski Ameriki.

## Različice
Najpogostejša sprememba rustike je gladko lice, kjer je zunanja ploskev gladka, tako kot pri klesancu in se nje razlikuje le z rezanjem na stikih; postala je vse bolj priljubljena in je zdaj najpogosteje vidna vrsta. Če so globoko vrezani robovi le na vodoravnih stikih, pri čemer se videz vertikalnih sklepov minimizira, je posledični učinek znan kot črtasta rustika, ki se večinoma vidi na najnižjih nadstropjih zelo velikih zgradb, kot je Versajska palača ali glavna stavba zunanjega ministrstva v Londonu. Tako kot v Versaillesu se lahko pasovi "zapeljejo", potopijo diagonalno okoli lokov, da se pridružijo in poudarijo koničasti kamni. Črtasta rustika je večinoma vidna z gladkimi kamni in ostaja priljubljena v trakastem klasicizmu in drugih sodobnih različicah klasičnih slogov. V tem slogu so pasovi včasih nekaj metrov narazen, zaradi česar se zdi, da se uporablja kamnita obloga.
Ko kamen ostane z grobo zunanjo površino, se lahko grobo oblike v nekoliko strmem licu vrtijo ali zvijejo v tehniki, imenovani "vermikulacija" (črvasta rustika), tako imenovana iz latinskega vermikulus, ki pomeni 'mali črv', ker so oblike podobne črvom, črvom v blatu ali mokrem pesku. Vrezana vermikulacija zahteva veliko skrbnega dela klesarjev in se večinoma uporablja na omejenih področjih, da se jih osvetli. Razlike med posameznimi bloki so pogosto razvidni, verjetno ker različni klesarji razlagajo svoje vzorce nekoliko drugače ali so različno spretni. Majhen Turnerjev mavzolej v Kirkleathamu Jamesa Gibbsa (1740) ima nenavadno veliko tako površino, več kot polovico glavnega nadstropja. Ko se oblike združijo in se oblikujejo omrežje, se slog imenuje »mreža«. 
Pogosto, še posebej v baroku, so grobo sploščeni osrednji deli kamnov razčlenjeni v rednih, vendar ne preveč rednih vzorcih, imenovanih "zobanje ali kavsanje" in lahko najdemo različne druge načine vzorčenja. V vrtni arhitekturi, kjer je voda tekla čez ali blizu površine, se včasih uporablja navpično usmerjen vzorec, ki izzove viseče plevele ali alge ali ledene sveče . Povezano z vrtovi je tudi "kiklopska" rustika, kjer so bloki zelo veliki in nepravilni, kot da jih postavljajo velikani, in skale, kjer so površine zgrajene iz grobih kamnov, ki jih sploh ne postavljajo v pravilne vrste. To zadnjo najdemo v vodnjakih in folijah, kasneje pa tudi v skalnjakih.
V prizmatični rustiki so bloki obrnjeni pod kotom blizu vsakega roba, kar daje podobo prizme . Če se lica dvignejo v eno točko, je to pogosto znano po izrazih z "diamant". Lahko tudi, običajno v blokih, ki so podolgovate in ne kvadratne oblike, se dvignejo do grebena v sredini. Oba tipa, s številnimi drugimi, je ilustriral Serlio. 
- "V" stiki in groba lica v ravnem robu, Giulio Romano za svojo hišo v Mantovi.
- Vermikulacija na 286 Boulevard Saint-Germain, Pariz
- Nenavadna vzorčna knjiga učinkov v Loggia di Giulio Romano v Mantovi
- "Ledene sveče" na Dianinem vodnjaku, London, c. 1690
- Gladka rustika z bloki, ki se spustijo nazaj na steno pri 90 °, namesto na "V" faseto
- Samo vogalni bloki, z dolgimi in kratkimi deli, na češki železniški postaji
- Trakovi s "komolci" in zelo široki stiki, Cleveland, Ohio
- Trakasta rustika v povsem sodobnem kontekstu, Hattiesburg, Mississippi

### Tako imenovana diamantna rustika
Različne vrste drugih vzorcev na zidanih površinah se včasih tudi imenujejo rustika. To je diamantna točka ali diamantna rustika, kjer je lice vsakega kamna nizka piramida, ki štrli ven . Zajema celotno fasado Palazzo dei Diamanti v Ferrari, dokončano leta 1503 in večino Granovitaye Palate v Moskovskem kremlju, ki so ga zasnovali Italijani in končali leta 1492 s pravokotnimi diamanti. Te palače so vplivale na druge cele stene diamantov v Casa dos Bicos na Portugalskem (po letu 1523, samo nadomestni kamni) in na Crichtonskem gradu na Škotskem (1585, vsi kamni, z ravnimi robovi med piramidami).
Okrogli stolpi gradu Sforzesco v Milanu uporabljajo skoraj diamante, vendar so njihove konice gladke. Ilustracija na desni iz Catanie na Siciliji, zamenja vrstice treh kvadratnih diamantnihblokov z dvema podolgovatima blokoma, kjer se lica dvignejo na greben in ne na točko, ki prikazuje glavne oblike prizmatične rustike.
Ostro poudarjeni slogi nimajo nikakršne zveze s klasično rustiko in so namesto tega razvili stilizirane dvigajoče dekoracije zidov, ki so bile priljubljene v pozni gotski arhitekturi, še posebej iberski manueline (ali portugalsko poznogotsko okrasje) in njen ekvivalent v Španiji kot Izabelina gotika. Kadar niso figurativni, so ti znani kot bossage. To je verjetno razvoj mudéjar slogov vzorčastih sten. V spektakularnem prehodu iz poznega 15. stoletja v Palacio de Jabalquinto v Baezi, Andaluziji, majhne široko razmaknjene piramide pokrivajo eno od mnogih območij z lepimi izrezljanimi elementi, ki štrlijo iz stene, drugače v klesancu.
Pozneje so v baročni arhitekturi relativno majhne površine diamantne rustike ponovno vključene v arhitekturo klasične tradicije in so bile priljubljene zlasti na Siciliji in v južni Italiji ter vzhodni in srednji Evropi. Velika Černinova palača v Pragi (1660) ponavlja formulo Kremlja široke cone diamantov po srednji višini fasade, čeprav kot stolpi v Milanu ne pridejo do točke. 
- Pozen prehod iz 15. stoletja v Palacio de Jabalquinto, z majhnimi diamanti izbruhne iz klesanca na straneh
- Palazzo dei Diamanti, Ferrara
- Casa dos Bicos, Lisbon
- Diamantna rustika v Nemčiji

## Navidezna rustika
Navidezna rustika, ki ustvarja grobo, nedokončano kamnito površino, lahko delamo na leseni zunanji strani. Ta proces je postal priljubljen v 18. stoletju v Novi Angliji kot prevod značilnosti paladijevske arhitekture v idiom hišnega tesarstva: v Virginiji sta Monticello in Mount Vernon uporabljala to tehniko. Mount Vernon še posebej uporablja močno razbarvano rustiko in brušeno barvo in prvotne končane površine več originalnih desk so še vedno ohranjene.
Rustika lesene zunanjosti je sestavljena iz treh osnovnih korakov. Prvič, les je rezan, brušen in pripravljen s poševnimi žlebovi, zaradi česar je vsak odsek videti kot bi bil niz kamnitih blokov. Drugič, les je pobarvan z debelim slojem barve. Tretjič, medtem ko je barva še vedno mokra, se vrže pesek ali piha na deske, dokler ne bo več peska. Ko se barva posuši, je deska pripravljena za uporabo.
V Srednji Evropi, zlasti na Češkem, se navidezna rustika v sgraffitu (okraševanje s praskanjem barvne prevleke na zunanji strani, da bi se pokazala druga pod njo) zavedel rustikalnost, od pozne renesanse dalje, nadaljuje v 20. stoletje. Pogosto se posnema prizmatična ali diamantna rustika.